# Eugenia B. Böhlke
Eugenia Louisa „Genie“ Brandt Böhlke, geboren als Eugenia Louisa Brandt (geboren 27. Juni 1928 in Black Diamond, Washington; gestorben 14. Februar 2001 in Malvern, Pennsylvania), war eine US-amerikanische Ichthyologin.

## Ausbildung und wissenschaftliche Laufbahn
Eugenia Louisa Brandt begann ihre akademische Ausbildung 1945 an der Valparaiso University in Indiana und wechselte nach einem Jahr an die Stanford University. Dort erlangte sie 1949 den akademischen Grad eines Bachelor of Science in Biologie. 1951 erhielt sie einen Magisterabschluss im Fach Chemie, ebenfalls von der Stanford University. Zu dieser Zeit war Brandts Karriere auf die Biochemie ausgerichtet, sie veröffentlichte zwischen 1950 und 1952 acht Publikationen zur Biochemie der Karzinogenese.
1951 heiratete Brandt ihren zwei Jahre jüngeren Kommilitonen James Erwin Böhlke, aus der Ehe gingen von 1952 bis 1955 zwei Söhne und eine Tochter hervor. Während dieser Zeit arbeitete Eugenia B. Böhlke an der Stanford University, um den Familienunterhalt zu sichern und dem Ichthyologen James E. Böhlke sein Doktorandenstudium zu finanzieren. Als James E. Böhlke 1954 eine zunächst auf drei Jahre befristete Stelle an der Academy of Natural Sciences der Drexel University angeboten wurde, um dort ein Handbuch über die Fischfauna der Bahamas zu verfassen, zog die Familie nach Philadelphia. Die Veröffentlichung der Monographie Fishes of the Bahamas and adjacent tropical waters erfolgte 1968, doch mit diesem Projekt in Zusammenhang stehende Reisen der Familie Böhlke auf die Bahamas fanden bis zum November 1973 statt. Am Institut ihres Ehemanns arbeitete Böhlke in verschiedenen Positionen, beginnend mit der Katalogisierung der Fischsammlung. Im Laufe der Zeit arbeitete sie als Chemietechnikerin, Forschungsbiologin, leitende Museumsangestellte und Research Associate, und fast immer arbeitete sie gemeinsam mit ihrem Ehemann. Später gab sie an, dass beide zu jener Zeit die Erziehung ihrer Kinder als ihren Beruf und die wissenschaftliche Arbeit als ihr Hobby betrachteten.
Das zweite große wissenschaftliche Projekt James E. Böhlkes war ab 1969 ein Band über Aalartige (Anguilliformes) als Teil eines neunteiligen Werks über die Fische des westlichen Nordatlantiks. Die externe Finanzierung des Projekts ermöglichte es, Eugenia B. Böhlke als Technikerin anzustellen. Sie nutzte die Gelegenheit zur Arbeit an ihrer eigenen wissenschaftlichen Karriere und richtete ihr Interesse vorrangig auf die Muränen (Muraenidae). Schnell wurde sie zu einer führenden Expertin in der Taxonomie dieser Fischfamilie.
James E. Böhlke verlor im Zusammenhang mit seiner Alkoholabhängigkeit Anfang 1982 seine Stelle an der Academy of Natural Sciences of Philadelphia und beging im März 1982 Suizid. Neben dem Verlust des Ehemanns drohte Eugenia B. Böhlke das Ende ihrer wissenschaftlichen Arbeit. James war derjenige mit der hochdotierten Stelle, und aus seinem Einkommen finanzierte das Ehepaar auch Eugenias Forschungen. Bereits im Sommer 1982 bemühte sie sich darum, James’ Projekte fortführen zu dürfen. Dazu gehörte insbesondere die immer noch nicht abgeschlossene Arbeit an dem Band über die Aalartigen des nordwestlichen Atlantiks. Es gelang ihr, Mittel von der National Science Foundation zu erhalten und mehrere Kollegen für James’ hinterlassene Aufgaben zu gewinnen. Binnen sechs Jahren stellte sie nicht nur ihre eigenen Beiträge fertig, sondern koordinierte als Herausgeberin auch die Arbeit der übrigen Autoren. Daneben verfasste sie einen Katalog der Typusexemplare in der Fischsammlung der Akademie und beteiligte sich an der Erfassung der Sammlung mithilfe der elektronischen Datenverarbeitung. 1989 konnte der neunte Teil von Fishes of the Western North Atlantic veröffentlicht werden.
Eugenia B. Böhlke wandte sich nun den Muränen des Indopazifik zu. Ein neuerlicher Antrag auf Förderung durch die National Science Foundation wurde abgelehnt. Böhlke war gezwungen, ihren Lebensunterhalt als Sammlungskuratorin mit Routinearbeiten zu bestreiten. In ihrer Freizeit beschäftigte sie sich weiter intensiv mit den indopazifischen Muränen. 1994, mit dem Eintritt in den Ruhestand, begannen für Böhlke die produktivsten Jahre ihrer wissenschaftlichen Laufbahn. Sie konnte nun ihre gesamte Zeit der Erforschung der Muränen widmen, und sie konnte an der Drexel University weiter ein Büro nutzen. In den folgenden sechs Jahren veröffentlichte sie 14 wissenschaftliche Arbeiten, bereitete mehrere weitere Veröffentlichungen vor und reiste zwei Mal zu naturhistorischen Museen in ganz Europa.
1996 musste Böhlke ihre Arbeit für ein halbes Jahr wegen einer Krebserkrankung unterbrechen. Eine Remission im folgenden Jahr gab ihr die Gelegenheit zur Fortführung ihrer Arbeit. Anfang 2000 erkrankte sie erneut und verstarb im Februar des folgenden Jahres.

## Dedikationsnamen
Der US-amerikanische Ichthyologe Kenneth A. Tighe beschrieb 1992 die Gattung Boehlkenchelys (Anguilliformes: Chlopsidae). Bei der Erstbeschreibung mehrerer Fischarten wurden von den Autoren in Erinnerung an Eugenia B. Böhlke die Artepitheta eugeniae oder genie vergeben, beginnend 1952 mit der Benennung des Salmlers Aulixidens eugeniae durch James E. Böhlke. Es folgten die Putzergrundel Elacatinus genie, die Muräne Uropterygius genie, der Schlangenaal Ophichthus genie und die Bachschmerle Triplophysa eugeniae.

## Veröffentlichungen (Auswahl)
Eugenia B. Böhlke war Autorin oder Mitautorin der Erstbeschreibungen einer Gattung (Monopenchelys) und weiterer 25 Arten, insbesondere Muränen. Insgesamt veröffentlichte sie 34 Schriften, darunter mehrere Standardwerke zur Taxonomie der Aalartigen und speziell der Muränen.
- Böhlke, Eugenia B.: Vertebral formulae for type specimens of eels (Pisces: Anguilliformes). In: Proceedings of the Academy of Natural Sciences of Philadelphia, 1982, Band 134, S. 31–49 JSTOR:4064836
- Böhlke, Eugenia B.: Anguilliformes and Saccopharyngiformes (= Fishes of Western North Atlantic Teil 9, Band 1). New Haven: Yale University 1989
- Böhlke, Eugenia B.: Leptocephali (= Fishes of Western North Atlantic Teil 9, Band 2). New Haven: Yale University 1989
- Smith, David G. und Eugenia B. Böhlke: Muraenidae. In: Jean–Claude Quéro (Hrsg.): Check–list of the Fishes of the Eastern Tropical Atlantic (CLOFETA). Lissabon: Junta Nacional de Investigaçao Cientifica e Tecnológica und Paris: UNESCO 1990, Band 1, S. 136–148
- Böhlke, Eugenia B. und John E. McCosker: Monopenchelys, a new eel genus, and redescription of the type species, Uropterygius acutus Parr (Pisces: Muraenidae). In: Proceedings of the Academy of Natural Sciences of Philadelphia, 1982, Band 134, S. 127–134, JSTOR:4064841.
- Böhlke, Eugenia B., John E. McCosker und David G. Smith: Muraenidae. In: K. E. Carpenter und V. H. Niem (Hrsg.): FAO species identification guide for fishery purposes. The living marine resources of the Western Central Pacific. Volume 3. Batoid fishes, chimaeras and bony fishes part 1 (Elopidae to Linophrynidae). Rom: FAO 1999, S. 1643–1657 Online PDF 1,0 MB
- Böhlke, Eugenia B. und David G. Smith: Type catalogue of Indo–Pacific Muraenidae. In: Proceedings of the Academy of Natural Sciences of Philadelphia, 2002, Band 152, Nr. 1, S. 89–172 doi:10.1635/0097-3157(2002)152[0089:TCOIPM]2.0.CO;2
- Smith, David G. und Eugenia B. Böhlke: Corrections and additions to the type catalog of Indo–Pacific Muraenidae In: Proceedings of the Academy of Natural Sciences of Philadelphia, 2006, Band 155, Nr. 1, S. 35–39 doi:10.1635/i0097-3157-155-1-35.1